# Rechmire

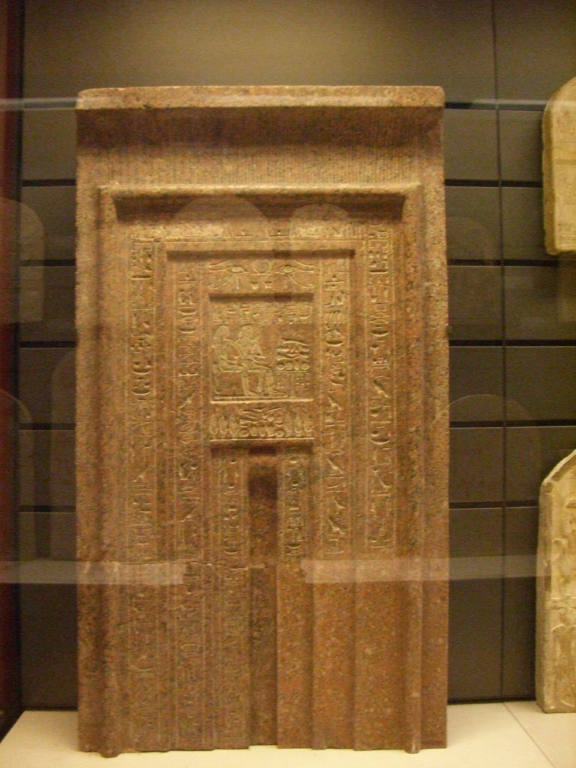
Scheintür des Rechmire

Rechmire war ein altägyptischer Wesir im Neuen Reich (15. Jahrhundert v. Chr.), der unter Thutmosis III. und Amenophis II. amtierte. Sein Großvater Aametju, sein Onkel Useramun sowie sein Vater Neferweben hatten dieses Amt ebenfalls bekleidet. Unter Amenophis II. verlor seine Familie bedingt durch den Aufstieg der Armeeführer an Einfluss.

## Grab

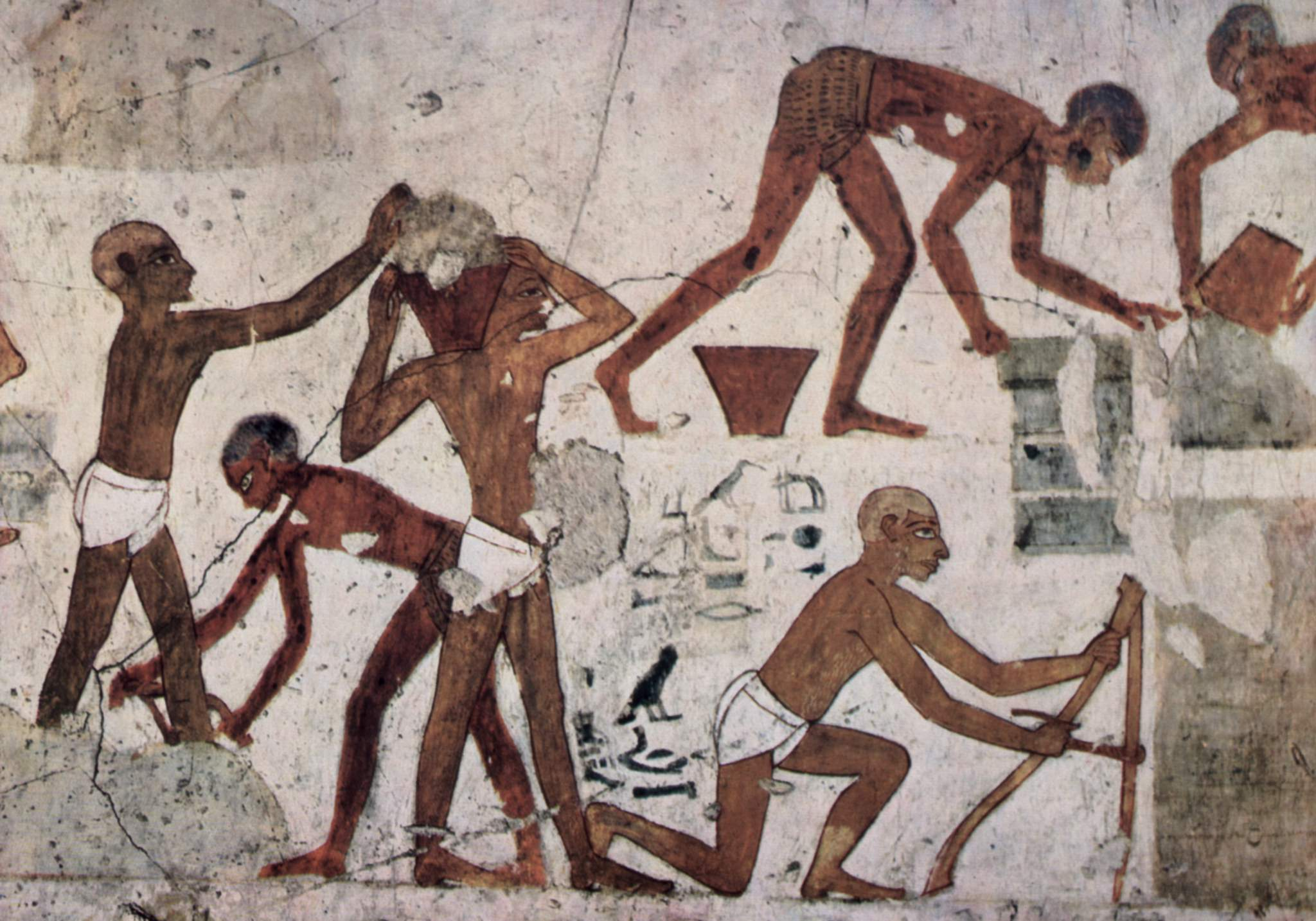
Lehmziegel-Herstellung.

Rechmire ist vor allem durch sein Grab (TT100) in der Nekropole Scheich Abd el-Qurna bekannt geworden, dessen Textzeugnisse teilweise autobiographisch gehalten sind. In ihnen werden hauptsächlich seine Tugenden gepriesen, aber auch seine besondere Nähe zum Pharao. Ein Vorgehen, das für diese Zeit allerdings nicht untypisch ist. Der Text zeichnet vielmehr in besonders ausführlicher Weise das Bild von einem gewissenhaften Beamten, der Korruption und ähnlichem Verhalten ablehnend gegenübersteht und unvoreingenommen handelt.
„Er [Rechmire] sagt: Ich bin der Vornehme, der Zweite nach dem König, das Zünglein beim Schiedsgericht der beiden Genossen […] Ich habe arm und reich gerichtet. Ich habe den Schwachen vor dem Starken bewahrt. Ich habe die Wut des schlechten Charakters zurückgedrängt.“ (zitiert nach Manfred Clauss, s. u.)
Das Grab gilt ebenfalls als Informationsquelle für das Steuersystem des Neuen Reichs. Im Grab befindet sich auch die besterhaltene Version der Dienstanweisung für den Wesir. Ebenso finden sich in ihm Abbildungen, die z. B. Rechmire beim Beschauen arbeitender Personen zeigen, darunter Männer bei der Herstellung von luftgetrockneten Lehmziegeln, wie das für die Kinder Israels als Frondienst in Ägypten in der Bibel, Exodus 5,7-18  beschrieben wird, siehe Bild links. Außerdem überliefern die Malereien das Rezept für eine Art Erdmandelkuchen.